# Arinto
Arinto Originária de Bucelas, concelho de Loures, distrito de Lisboa, (casta também designada por Pedernã na região norte de Portugal) é uma casta de uva branca da família das vitis vinifera cultivada, de maneira geral, em todas as regiões de Portugal, em especial nas encostas de Bucelas que formam um micro-clima com grandes variações diárias de temperatura, na época de maturação das bagas, e que lhes confere um especial sabor.
A casta Arinto tem também uma presença secular em Castelo de Paiva, onde a sua antiguidade e importância lhe conferiram o direito a uma sinonímia própria: Chapeludo.
É uma uva de sabor e aroma citrino. A sua cor é verde-amarelada, de bago pequeno/médio e arredondado.
A casta Arinto tem na boa acidez uma das suas principais características, combinada com uma mineralidade única, excelente estrutura e um toque aveludado. O aroma é relativamente discreto, com notas de maçã verde e limão. Esta casta produz vinhos que evoluem muito bem em garrafa, ganhando elegância e complexidade.
A casta poderá ser comparada a um Riesling,  Pinot Blanc ou Chenin Blanc seco.